# Barleria velutina
Barleria velutina är en akantusväxtart som beskrevs av Champl.. Barleria velutina ingår i släktet Barleria och familjen akantusväxter. Inga underarter finns listade i Catalogue of Life.